# Bawal
Bawal là một thị xã của quận Rewari thuộc bang Haryana, Ấn Độ.

## Địa lý
Bawal có vị trí 28°05′B 76°35′Đ / 28,08°B 76,58°Đ Nó có độ cao trung bình là 266 mét (872 foot).

## Nhân khẩu
Theo điều tra dân số năm 2001 của Ấn Độ, Bawal có dân số 12.016 người. Phái nam chiếm 53% tổng số dân và phái nữ chiếm 47%. Bawal có tỷ lệ 66% biết đọc biết viết, cao hơn tỷ lệ trung bình toàn quốc là 59,5%: tỷ lệ cho phái nam là 76%, và tỷ lệ cho phái nữ là 55%. Tại Bawal, 15% dân số nhỏ hơn 6 tuổi.